# Tricyphona aethiops
Tricyphona (Tricyphona) aethiops là một loài ruồi trong họ Pediciidae. Chúng phân bố ở vùng sinh thái Nearctic.